# Division II i fotboll 1948/1949
Division II i fotboll 1948/1949 bestod av två serier med 10 lag i varje serie. Det var då Sveriges näst högsta division. Varje serievinnare flyttades direkt upp till Allsvenskan och de två sämsta degraderades till Division III. Det gavs 2 poäng för vinst, 1 poäng för oavgjort och 0 poäng för förlust.

## Serier

### Nordöstra
| Nr | Lag                | S  | V  | O | F  | GM | IM | MS  | P  |
| -- | ------------------ | -- | -- | - | -- | -- | -- | --- | -- |
| 1  | Djurgårdens IF (N) | 18 | 17 | 1 | 0  | 64 | 16 | +48 | 35 |
| 2  | Åtvidabergs FF     | 18 | 8  | 4 | 6  | 42 | 33 | +9  | 20 |
| 3  | Sundbybergs IK (U) | 18 | 8  | 3 | 7  | 47 | 37 | +10 | 19 |
| 4  | IK Sleipner        | 18 | 8  | 3 | 7  | 37 | 47 | −10 | 19 |
| 5  | Surahammars IF     | 18 | 6  | 5 | 7  | 28 | 34 | −6  | 17 |
| 6  | Sandvikens AIK     | 18 | 7  | 2 | 9  | 44 | 35 | +9  | 16 |
| 7  | Karlskoga IF       | 18 | 7  | 2 | 9  | 30 | 36 | −6  | 16 |
| 8  | Reymersholms IK    | 18 | 6  | 2 | 10 | 26 | 43 | −17 | 14 |
| 9  | Sandvikens IF (U)  | 18 | 5  | 3 | 10 | 30 | 40 | −10 | 13 |
| 10 | Ludvika FFI        | 18 | 4  | 3 | 11 | 23 | 46 | −23 | 11 |

Djurgårdens IF gick upp till Allsvenskan och Sandvikens IF och Ludvika FFI flyttades ner till division III. De ersattes av Örebro SK från Allsvenskan och från division III kom IK Brage, IK City och IF Viken.

### Sydvästra
| Nr | Lag              | S  | V  | O | F  | GM | IM | MS  | P  |
| -- | ---------------- | -- | -- | - | -- | -- | -- | --- | -- |
| 1  | Kalmar FF        | 18 | 10 | 5 | 3  | 36 | 27 | +9  | 25 |
| 2  | IFK Malmö        | 18 | 9  | 4 | 5  | 42 | 35 | +7  | 22 |
| 3  | Halmstads BK (N) | 18 | 8  | 5 | 5  | 40 | 35 | +5  | 21 |
| 4  | Höganäs BK       | 18 | 7  | 6 | 5  | 30 | 23 | +7  | 20 |
| 5  | Råå IF (U)       | 18 | 7  | 6 | 5  | 40 | 36 | +4  | 20 |
| 6  | Örgryte IS       | 18 | 8  | 3 | 7  | 44 | 23 | +21 | 19 |
| 7  | Jonsereds IF (U) | 18 | 8  | 2 | 8  | 44 | 34 | +10 | 18 |
| 8  | Karlstads BIK    | 18 | 6  | 5 | 7  | 28 | 34 | −6  | 17 |
| 9  | Tidaholms GIF    | 18 | 4  | 2 | 12 | 22 | 48 | −26 | 10 |
| 10 | Billingsfors IK  | 18 | 3  | 2 | 13 | 24 | 55 | −31 | 8  |

Kalmar FF gick upp till Allsvenskan och Tidaholms GIF och Billingsfors IK flyttades ner till division III. De ersattes av Landskrona BoIS från Allsvenskan och från division III kom Huskvarna Södra IS.